# 段鱗
段 驎（だん りん、生没年不詳）は、鮮卑段部の大人。『晋書』石勒載記上では段忽跋隣、『魏書』段就六眷伝では段羽鱗とそれぞれ記されるが、『資治通鑑』には記載がない。

## 生涯
段務勿塵と段渉復辰の従兄弟にあたる。詳細は不明だが、段部において相当な実権を持っていたと思われる。
建武2年（318年）1月、大人であった段疾陸眷が病死すると、その子が幼かったため、代わって叔父の段渉復辰が位を継いだ。
薊城を統治していた段匹磾（段疾陸眷の弟）は兄の死を聞き、段部の本拠である令支に向かった。この時、段匹磾は密かに段末波（段匹磾の従弟）と段驎を殺して権力を掌握しようと目論んでいたが、その側近が段末波にこのことを密告したため、段末波は段渉復辰へ討伐を勧めた。これに同意した段渉復辰は派兵して、北平まで進んできた段匹磾を阻ませた。この時、段末波は隙を突いて段渉復辰を襲撃し、段渉復辰とその子弟を尽く誅殺すると、代わって段驎を大人に擁立した。さらに段驎らは段匹磾を撃ち破って全滅に近い大損害を与えた。敗北した段匹磾はかろうじて薊城へ逃げ帰った。
これ以降、段驎と段末波は段匹磾と相争い、段部の部衆は離散してしまうこととなった。段驎がいつ没したのかは不明である。

## 参考資料
- 『魏書』（列伝第九十一）
- 『晋書』（列伝第三十三、載記第四）
- 『資治通鑑』（巻八十七）